# Pomme Jouffroy
Pomme Jouffroy, née le 30 mars 1957, est une femme de lettres et chirurgienne française. Elle participe de manière occasionnelle à l'émission Allô Docteurs, sur France 5.

## Biographie

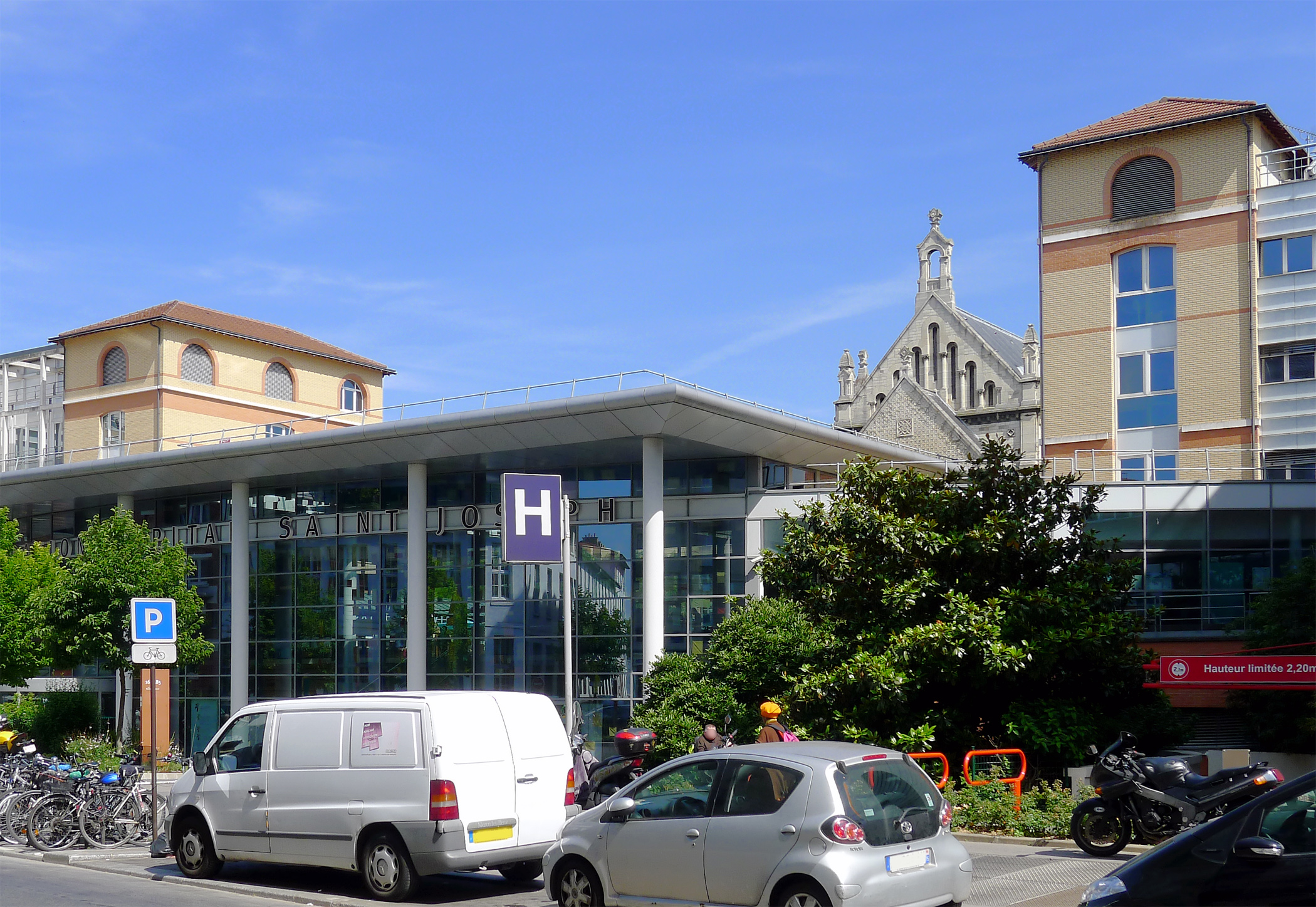
Hôpital Saint-Joseph à Paris.

Pomme Jouffroy effectue toute sa scolarité secondaire au lycée parisien Victor-Duruy. Elle milite dans une organisation lycéenne, l'UNCAL (Union nationale des comités d'actions lycéens) et devient membre de son bureau national.
Elle mène ses études de médecine de 1974 à 1987 à la faculté de médecine de Paris-VII, est interne des hôpitaux de Paris de 1982 à 1987, et soutient sa thèse de doctorat en médecine (médaille d'argent) en octobre 1987 sur « L'interprétation du scanner dans les fractures du cotyle ». Elle exerce à l'hôpital Saint-Joseph à Paris.

### Famille
Elle est la fille du peintre Jean-Pierre Jouffroy (1933-2018) et la sœur de l'éditrice et comédienne Clémentine Jouffroy.

## Œuvres

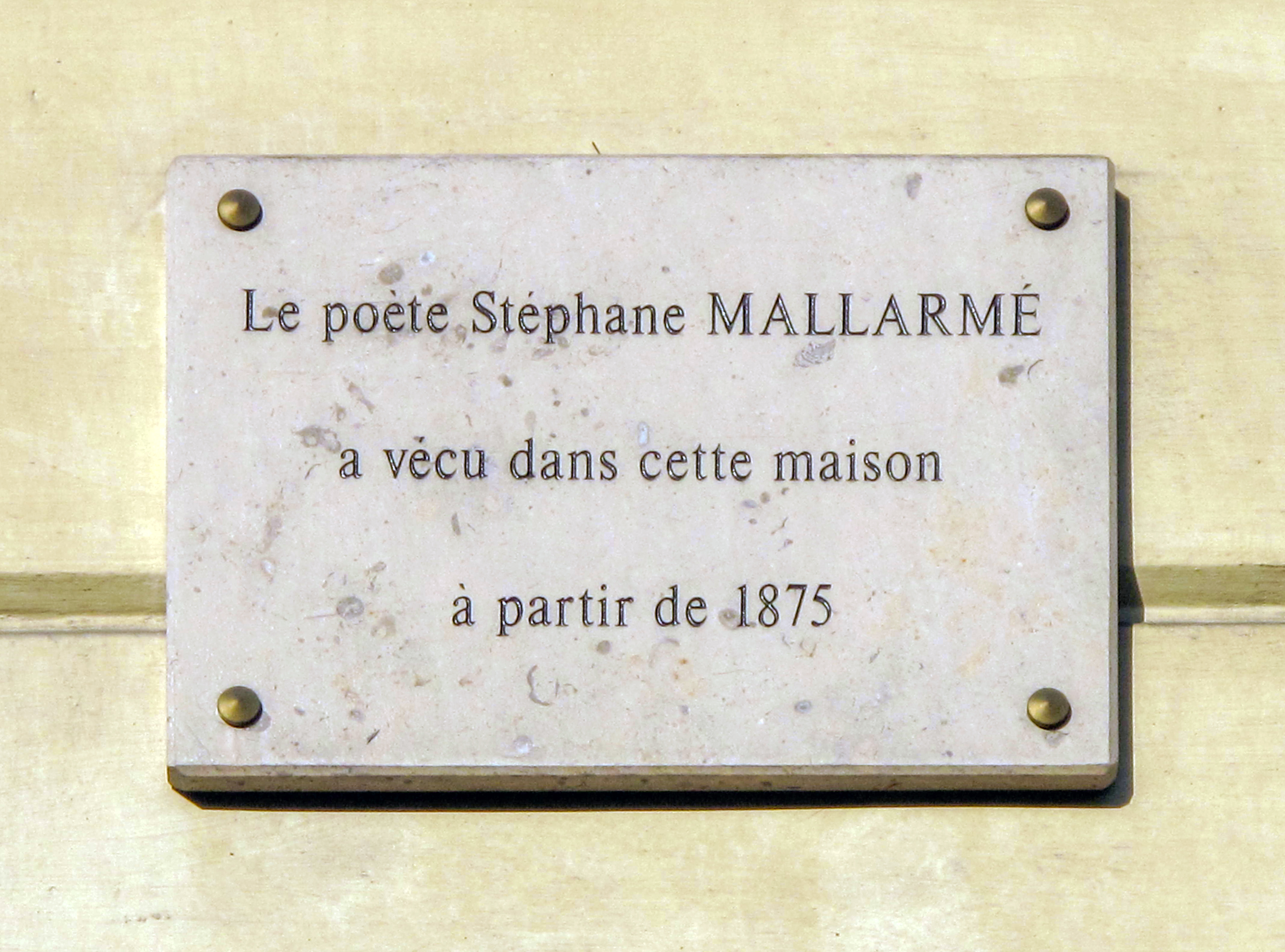
Le poète Mallarmé habita au n° 89 de la rue de Rome.

- Il n'y a plus d'hôpital au numéro que vous avez demandé..., essai, éditions Plon, 2002  (ISBN 978-2259197076)
- Les Immortelles, essai[5], éditions du Palmier, 2005  (ISBN 978-2914920544)
- Rue de Rome, roman[6], éditions des femmes, 2006  (ISBN 978-2721005304)
- Res Nullius, roman[7], éditions des femmes, 2007  (ISBN 978-2721005588)
- De la rhubarbe sous les pylônes, roman, éditions des femmes, 2009  (ISBN 978-2721005908)

### Bibliographie

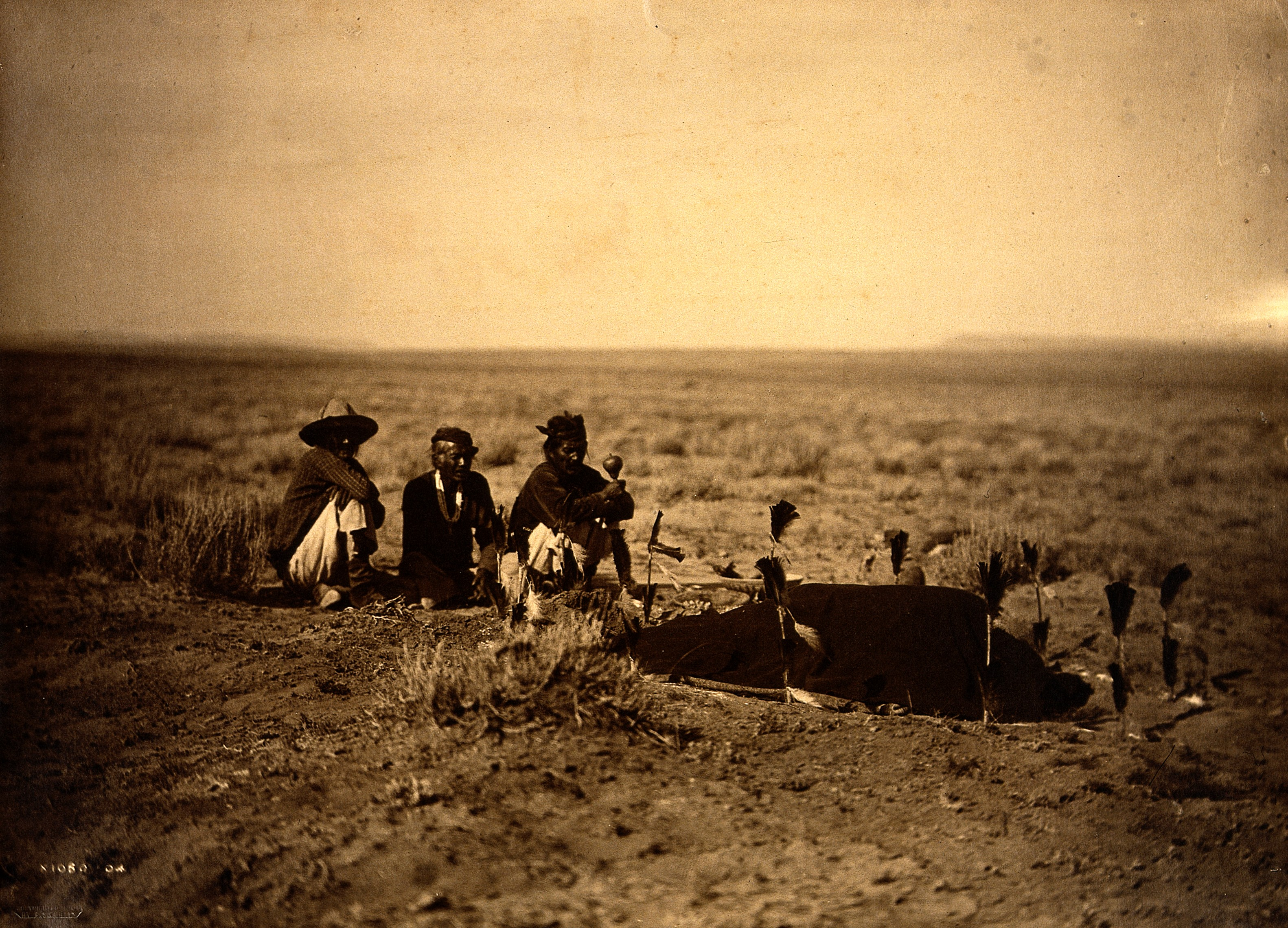
Dans Res nullius, Arnaud effectue un exil initiatique chez les Navajos.